# Élisabeth Bautier
Pour les articles homonymes, voir Bautier.
Élisabeth Bautier est sociolinguiste et chercheuse en sciences de l'éducation. Elle est professeure de sciences de l'éducation à l'université de Paris 8 et cofondatrice du réseau de chercheurs RESEIDA. Elle est, depuis 2008, la vice-présidente du Conseil scientifique de l'université de Paris 8.

## Biographie
Ses principaux champs d'intervention et/ou de recherche sont :
- le rapport au savoir et rapport à l'école (notamment en milieu populaire),
- les zones d'éducation prioritaires et territorialisation des politiques éducatives,

Elle s'intéresse particulièrement aux formes linguistiques en usage chez les jeunes des quartiers populaires.

## EScol: Éducation Scolarisation
- L'équipe de recherche en sciences de l'éducation EScol (Éducation Scolarisation)(université Paris 8) a été fondée en 1987 par Bernard Charlot.
- En 2013, elle est sous la responsabilité de Stéphane Bonnéry et est une composante de l'équipe d'accueil ESSI (Éducation Socialisation Subjectivation Institution) rattachée à l'école doctorale Pratiques et théories du sens de l'Université Paris 8.
- La thématique de recherche porte sur l'évolution socio-historique des contextes et des formes d'éducation et d'enseignement ; Différenciation scolaire et différenciation sociale ; Socialisation scolaire et non scolaire ; Recomposition des modalités du travail éducatif entre les différentes institutions que sont la famille, l'école, les associations périscolaires...
- EScol développe également une thématique de recherche sur l'enseignement supérieur (groupe de Recherche CRES), ainsi qu'une thématique de recherche sur l'expérience du sujet en situation sociale.

## RESEIDA
Créé en 2001 à l'initiative d'Élisabeth Bautier et de Jean-Yves Rochex, le réseau RESEIDA regroupe des équipes et des chercheurs d'institutions françaises et étrangères et de disciplines différentes autour de la question des inégalités et des processus différenciateurs à l'école. Il est engagé dans une recherche sur les contextes d'apprentissage.

## Œuvres
- École et savoir dans les banlieues et ailleurs, avec Bernard Charlot et Jean-Yves Rochex, Paris, Armand Colin, 1992  (ISBN 2-200-01198-9)
- Les jeunes et le savoir, avec Bernard Charlot.
- Éducation, socialisation, subjectivation, institution, avec Jean-Yves Rochex, ESSI, Publication, Hachette Éducation, Paris.
- La langue des cités est-elle fréquentable ?, éd. Lien social, no 608, 7 février 2002
- (Direction) Apprendre à l'école, apprendre l'école. Des risques de construction d'inégalités dès la maternelle, Chronique Sociale, Paris, 2005
- Les inégalités d'apprentissage, avec Patrick Rayou, Paris, PUF, 2009.